# St. Mauritius (Erfweiler-Ehlingen)

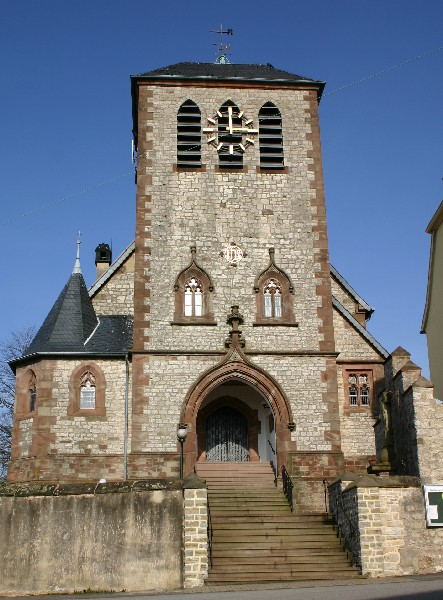
Pfarrkirche St. Mauritius, von der Straße am Römerturm aus

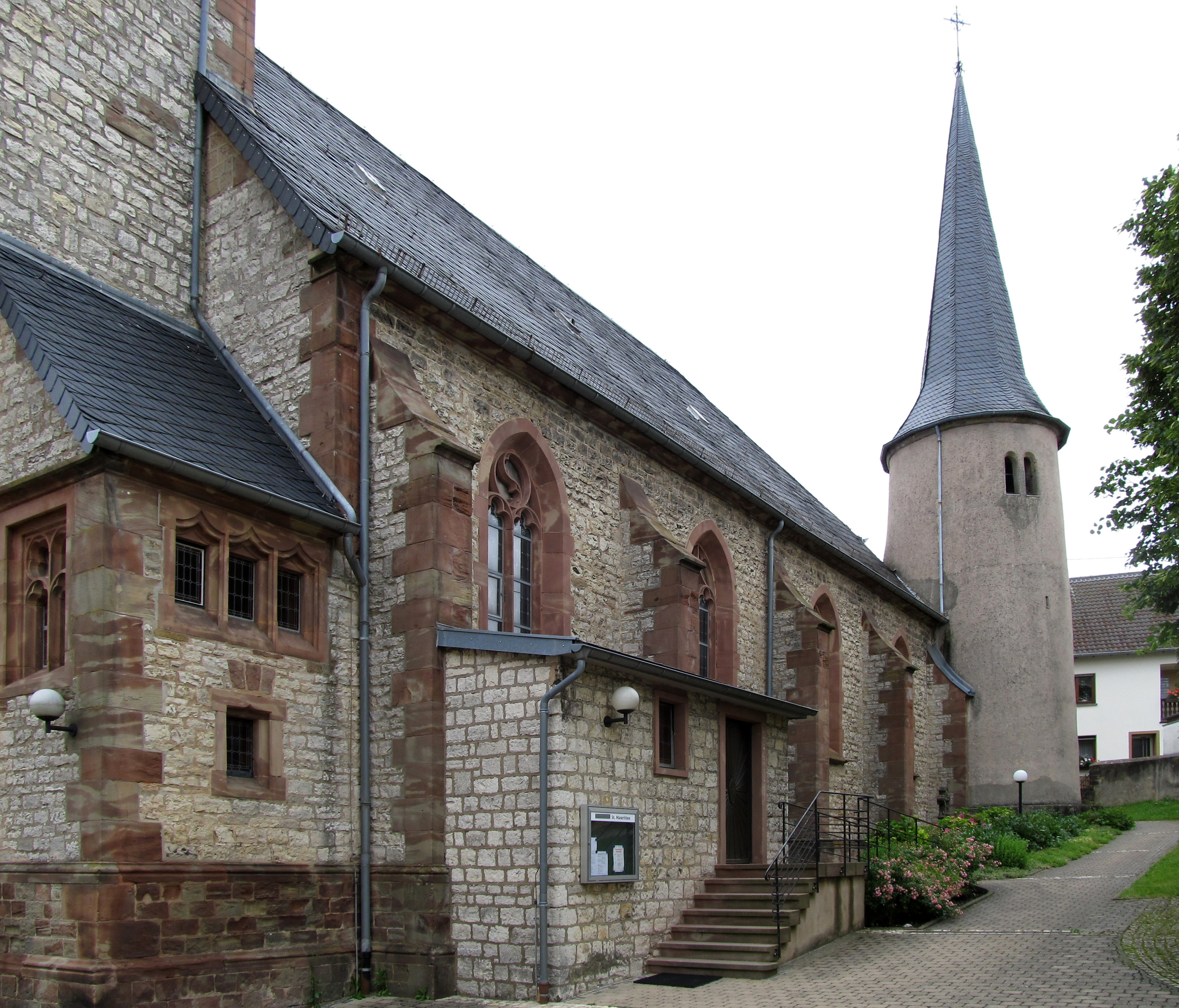
Blick auf die Ostseite der Kirche mit dem Rundturm, genannt „Römerturm“

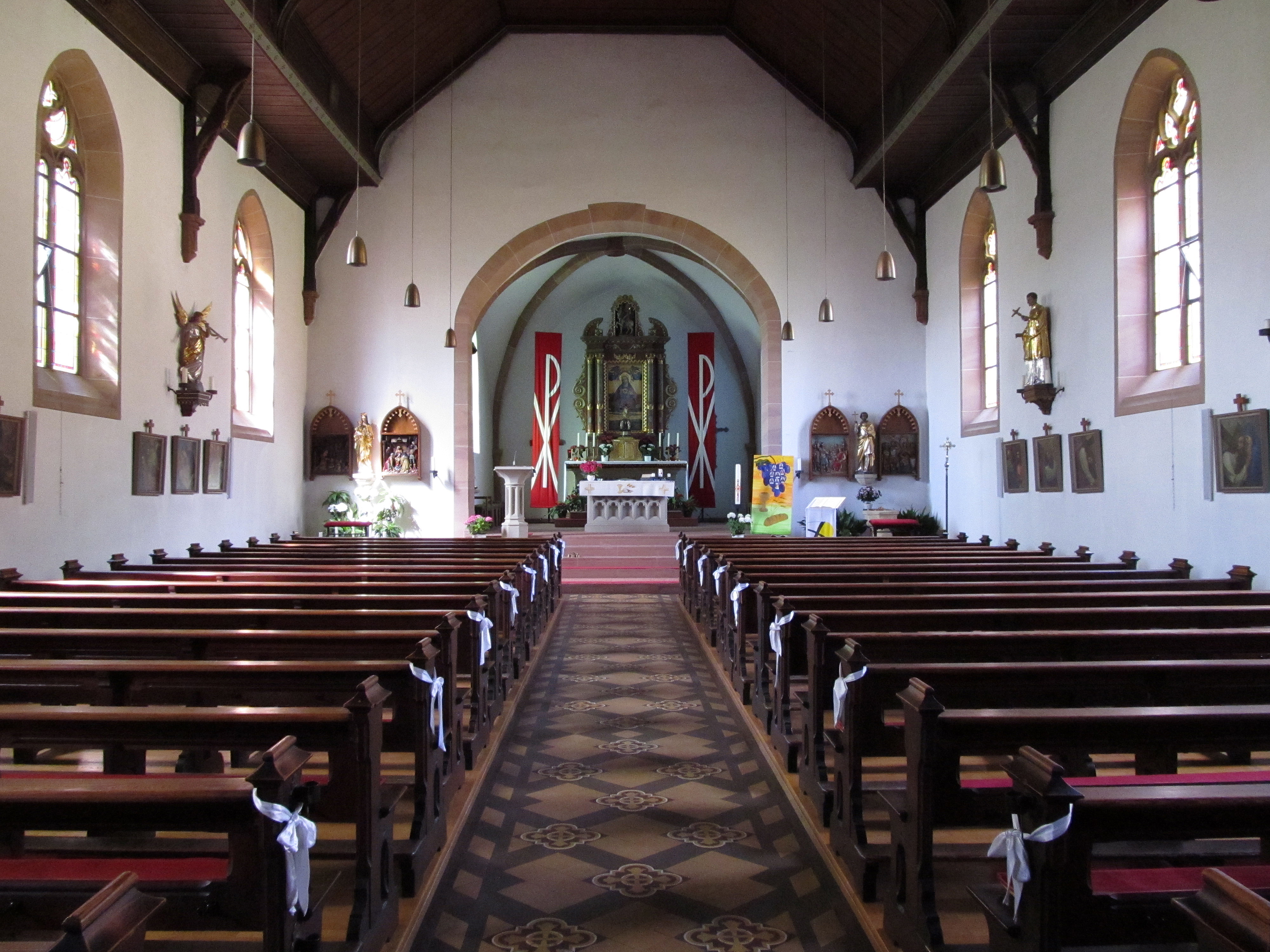
Blick ins Innere der Kirche

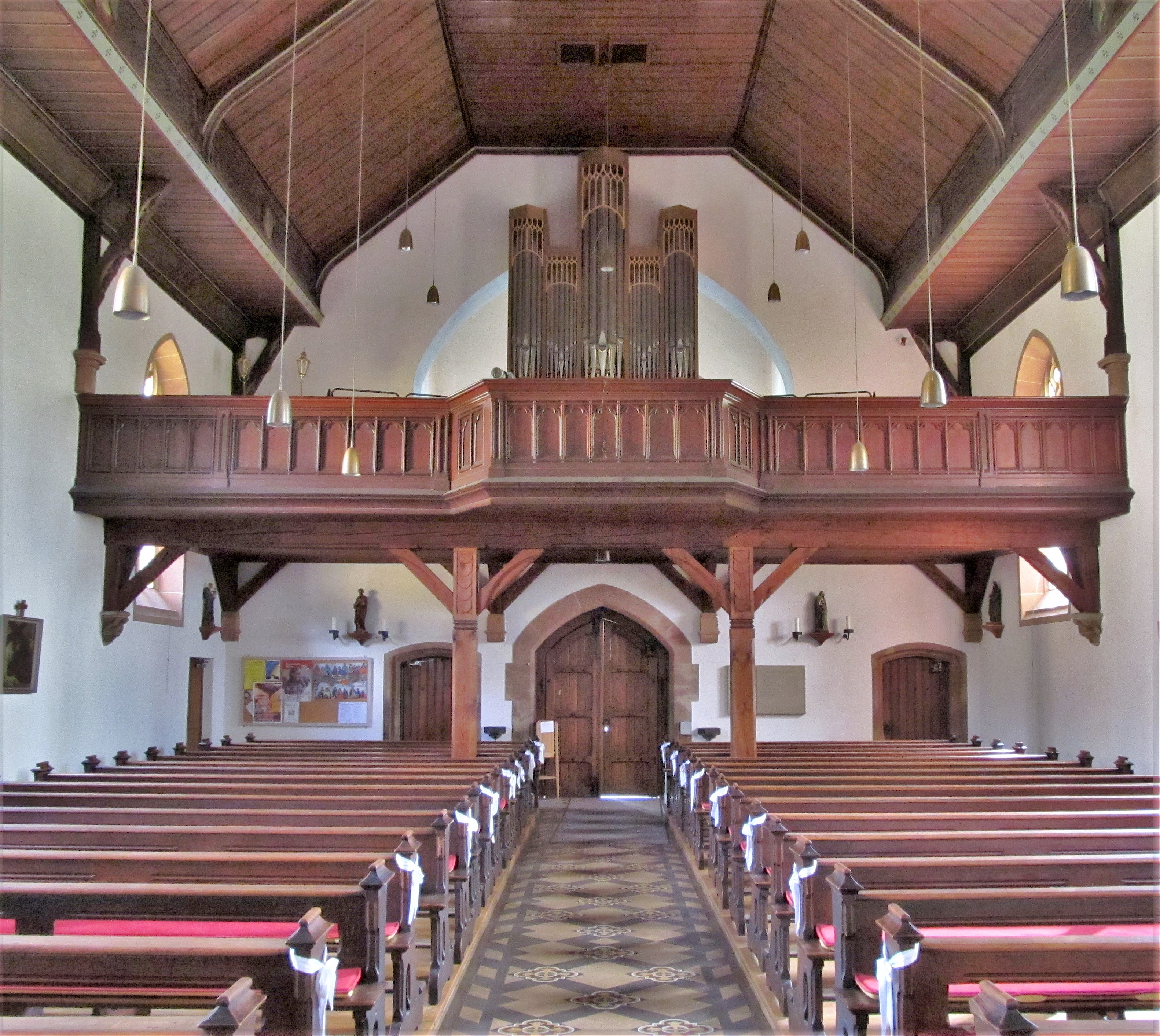
Blick vom Altarraum zur Empore und dem Orgelprospekt

Die Kirche St. Mauritius ist eine katholische Pfarrkirche in Erfweiler-Ehlingen, einem Ortsteil der Gemeinde Mandelbachtal. Kirchenpatron ist der heilige Mauritius. Auch die Nachbarorte Rubenheim (18. Jahrhundert) und Ormesheim (11. Jahrhundert) haben Kirchen, die St. Mauritius geweiht sind.

## Geschichte
Die Kirche geht auf die Burgmänner von Blieskastel zurück. Der Rundturm ihrer Erfweiler Burg mit den vier Klangarkaden aus dem 12. Jahrhundert und der rechteckige mittelalterliche Chor aus dem 14. Jahrhundert sind bis heute erhalten.
Die erste urkundliche Erwähnung einer Pfarrei in Erfweiler datiert aus dem Jahr 1347; als Kirchherrn nennt das Dokument Reynero de Erfwilr. Doch der Bau der ersten Kirche, deren Chorraum sich bis heute erhalten hat, ist schon vor dieser ersten Erwähnung anzusetzen. 1612 – unter dem Patronatsherren Junker Damian von der Leyen – fügte man einen Anbau an der Südwestseite des Chorraumes an, und der Rundturm erhielt einen Turmhelm mit Kreuz.
1824 erweiterte man das Kirchenschiff durch den Anbau eines Langhauses auf der Südwestseite. Schon in den 1870er Jahren war das Gebäude erneut zu klein geworden, aber eine erneute Erweiterung scheiterte an einem Bauernhaus, das direkt vor der Südwestseite der Kirche stand und erst 1891 zum Abriss erworben werden konnte.
Daraufhin wurde 1891 unter Pfarrer Arnold Rütter ein Kirchenbauverein gegründet, der die notwendigen Gelder für einen Neubau der Kirche sammelte. 1904/05 konnte das neue Kirchenschiff in Form einer neogotischen Saalbau mit offenem Dachstuhl erbaut und eingeweiht werden; die Pläne stammten von Architekt Wilhelm Schulte sen. aus Neustadt an der Haardt. In den darauffolgenden Jahren wurde die Empore erweitert, um eine größere Orgel aufzunehmen, außerdem wurde ein zweigeschossiger Anbau für die Sakristei angefügt. Im Zweiten Weltkrieg wurde die Kirche stark beschädigt, vor allem das Dach und die Fenster waren betroffen. Im Rahmen der Beseitigung der Kriegsschäden kam es zu einer Umgestaltung des Innenraums sowie zu einer Veränderung der Seitenaltäre. 1955 errichtete man über dem Hauptportal einen neuen Glockenturm zur Aufnahme eines größeren Glockengeläuts und einen Seiteneingang. 1976/77 kam es zu einer Neugestaltung des Chorraums, und 1998–2001 erfolgte der Einbau einer neuen Orgel. Im Außenbereich wurden die Natursteintreppe und die Außenanlagen neu gestaltet.

## Das Kircheninnere
1977 entdeckte man bei Renovierungsmaßnahmen im Chorraum eine Sakramentsnische mit Okulusfenster und konnte die ursprüngliche Gestaltung des Hauptaltars unter dem Putz freilegen. Hier fand man Stilelemente aus vielen Jahrhunderten: am ältesten das frühbarocke Steinretabel und die Reiterfigur von St. Mauritius in der Ädikula, neogotisch die Mensa (Altartisch) und von 1928 das Altarblatt mit einer Ansicht von Erfweiler-Ehlingen.

## Das Äußere der Kirche
Eine Besonderheit der Kirche ist der vermutlich aus dem 12. Jahrhundert stammende Rundturm. Er diente wahrscheinlich als Wehrturm und war wohl Bestandteil eines befestigten Hauses der sich nach Erfweiler nennenden Ritter. Die Wehrturmtheorie wird gestützt durch das Fehlen einer Eingangstür und durch Lichtschlitze bzw. Schießscharten im Turm. Im Saarland finden sich noch zwei weitere Kirchen mit Rundtürmen: die eine in Bebelsheim, die andere in Reinheim. Im benachbarten Lothringen existieren 17 weitere Beispiele.
Auf der Hangseite der Kirche befinden sich noch alte Gräber. An einem Kreuz eines Grabes von 1800 warnt das Memento: „Hier in dieser kalten Erde liegt Rosina Kihm begraben, Das für sie gebethen werde, warnen uns die Todesraben“.

## Orgel
Die Orgel der Kirche wurde 1999 von der „Werkstätte für Orgelbau Mühleisen GmbH“ (Leonberg) gebaut und mit einem Gehäuse aus massivem Eichenholz versehen. Das Instrument mit 18 Registern steht auf einer Empore und besitzt einen freistehenden Spieltisch sowie Schleifladen mit mechanischer Spiel- und elektrischer Registertraktur.
| I Hauptwerk C–g3 |             |       |
| 1.               | Principal   | 8′    |
| 2.               | Gedeckt     | 8′    |
| 3.               | Octave      | 4′    |
| 4.               | Superoctave | 2′    |
| 5.               | Mixtur      | 1 ⁄3′ |
| 6.               | Trompete    | 8′    |

| II Schwellwerk C–g3 |              |        |     |
| 7.                  | Rohrflöte    | 8′     |     |
| 8.                  | Salicional   | 8′     |     |
| 9.                  | Voix celeste | 8′     | (v) |
| 10.                 | Principal    | 4′     |     |
| 11.                 | Traversflöte | 4′     |     |
| 12.                 | Quinte       | 2 ⁄3′  |     |
| 13.                 | Flöte        | 2′     |     |
| 14.                 | Terz         | 1 3⁄5′ |     |
| 15.                 | Oboe         | 8′     |     |
|                     | Tremulant    |        |     |

| Pedal C–f1 |           |     |
| 16.        | Subbaß    | 16′ |
| 17.        | Octavbaß  | 8′  |
| 18.        | Choralbaß | 4′  |
| 19.        | Fagott    | 16′ |

- Koppeln: II/I, I/P, II/P
- Spielhilfen: 64 Setzerkombinationen
- Anmerkung

(v) = vakant